# Shika-wakashū
Shika-wakashū (jap. 詞花和歌集 auch: 詞花集 Shikashū, wörtlich Sammlung poetischer Blumen) ist eine Waka-Anthologie aus der ausgehenden Heian-Zeit Japans, die zwischen 1151 und 1154 zusammengestellt wurde.
Die Anthologie wurde auf Befehl des bereits abgelösten Tennō Sutoku (1119–1164) von Fujiwara no Akisuke (1090–1155) kompiliert. Die Anthologie umfasst 10 Rollen mit insgesamt 411 Waka. Aufgrund des freien und erfindungsreichen Stils Toshiyoris wies der Tennō die beiden ersten Entwürfe ab. Unter allen auf Befehl des Tennō kompilierten Waka-Anthologien ist das Shika Wakashū die kürzeste.